# Império Alviverde
Torcida Organizada Império Alviverde es el nombre por el que se conoce a la hinchada del Coritiba Foot Ball Club y su jefe es Luiz Fernando Corrêa.

## Junta Directiva
- Reimackler Alan Graboski - Presidente
- Paulo - Vicepresidente
- Gabriel Zomig Carlos Rocha - Director de la batería
- Augusto T. de Faria - Director de Materiales
- Juliano N. Rodrigues - Secretario